# Lenzerheide Open 2013
Il Lenzerheide Open 2013 è stato un torneo di tennis facente parte della categoria ITF Women's Circuit nell'ambito dell'ITF Women's Circuit 2013. Il torneo si è giocato a Lenzerheide in Svizzera dal 17 al 23 giugno 2013 su campi in terra rossa e aveva un montepremi di $25,000.

## Vincitrici

### Singolare
Laura Siegemund ha battuto in finale  Beatriz Haddad Maia con il punteggio di 6–2, 6–3

### Doppio
Belinda Bencic /  Kateřina Siniaková hanno battuto in finale  Veronika Kudermetova /  Diāna Marcinkēviča con il punteggio di 6–0, 6–2